# 埃米莉·勒佩内克
埃米莉·勒佩内克（法語：Émilie Le Pennec，1987年12月31日—），法国前女子体操运动员。她曾代表法国参加2004年夏季奥林匹克运动会体操比赛，获得女子高低杠金牌。